# Abraham Willem van Kerkwijk
Abraham Willem van Kerkwijk (Goes, 21 oktober 1802 - Ouddorp, 5 december 1853) was burgemeester van de gemeente Ouddorp van 1826 tot 1852.  

## Biografie
Van Kerkwijk, telg uit het geslacht Van Kerkwijk, trouwde op 2 juni 1826 met Bastiana Jacoba Helena Grinwis (1805-1882). Naast burgemeester was hij notaris en lid van de Provinciale staten van Zuid-Holland. Voor die tijd was hij secretaris van de gemeente Hoedekenskerke. Het echtpaar nam zijn intrek op de buitenplaats Rustburg en kreeg 9 kinderen, van wie er 2 op jonge leeftijd overleden. Door een ziekte moest Van Kerkwijk in 1852 het burgemeesterschap neerleggen. Op 5 december 1853 overleed hij. Zijn vrouw, Bastiana Grinwis, overleed pas op 25 januari 1882. Zijn zoon, Jacob Johan van Kerkwijk, werd later lid van de Tweede Kamer. Een andere zoon, Bernardus Pieter van Kerkwijk, is van 1856 tot 1892 eveneens burgemeester geweest van Ouddorp.
Tijdens zijn burgemeesterschap werden twee molens in het dorp gebouwd, De Zwaan in 1846 en De Hoop in 1845. De oude molens werden bij opbod verkocht.